# Taschkenter Staatliche Technische Universität

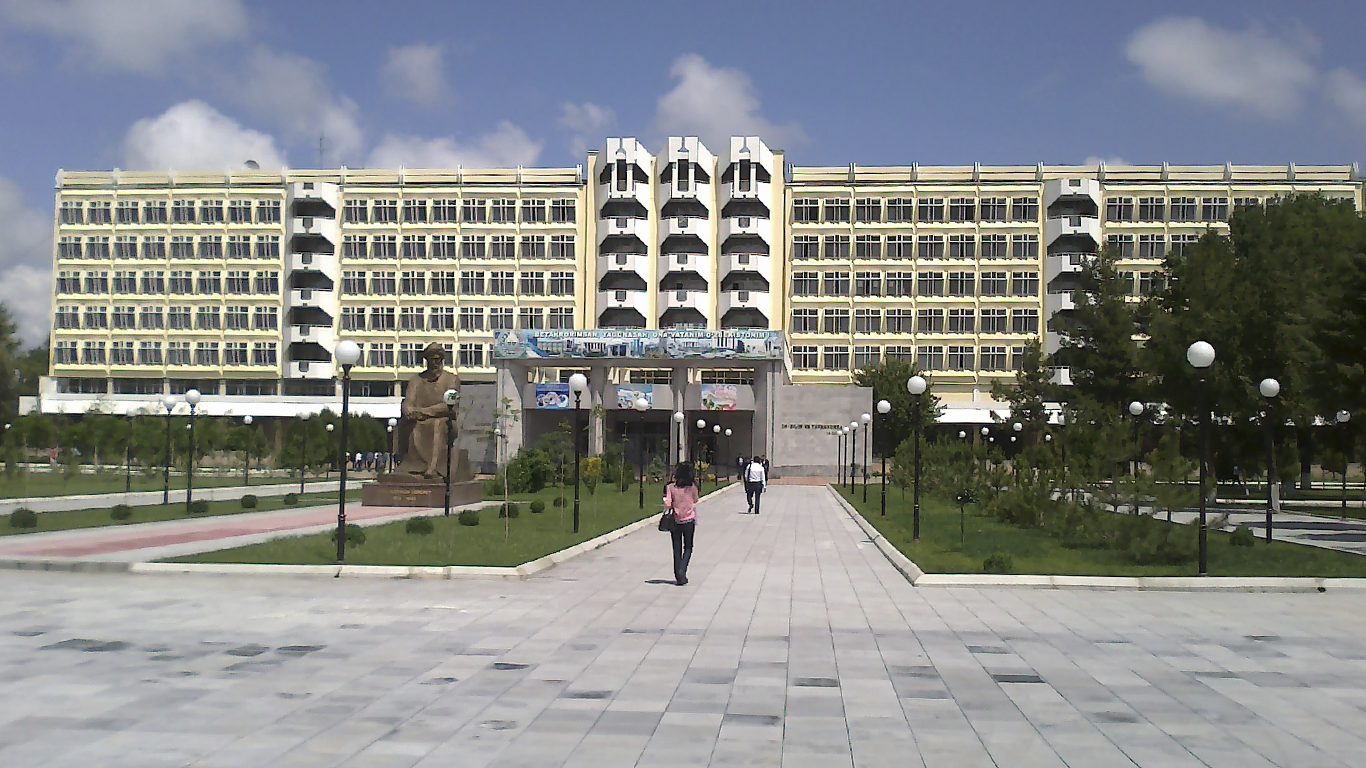
Hauptgebäude der Universität (2016)

Die Taschkenter Staatliche Technische al-Biruni-Universität (usbekisch Toshkent davlat texnika universiteti; russisch Ташкентский государственный технический университет) ist eine 1920 gegründete technische Universität in der usbekischen Stadt Taschkent. Sie ist heute eine der größten technischen Universitäten in Zentralasien.
Die heutige Universität wurde 1991 aus dem ehemaligen Polytechnischem Institut Taschkent gebildet. Sie wurde seitdem auch durch das TACIS-Programm unterstützt.
Es gibt acht Fakultäten:
- Luftfahrt
- Geologie und Bergbau
- Mechanik und Maschinenbau
- Öl und Gas
- Wirtschaftswissenschaften und Management
- Elektronik und Automatisierung
- Energie